# 11440 Massironi
11440 Massironi eller 1975 SC2 är en asteroid i huvudbältet som upptäcktes den 30 september 1975 av den amerikanska astronomen Schelte J. Bus vid Cerro Tololo. Den är uppkallad efter Matteo Massironi.
Asteroiden har en diameter på ungefär 12 kilometer.